# B2C
B2C (business-to-consumer) er et udtryk inden for handel og anvendes fx i forbindelsen B2C-salg, der drejer sig om handel mellem virksomheder og forbrugere (privatpersoner) i modsætning til B2B (business-to-business), der dækker over handel virksomheder imellem. B2C har i sammenligning med B2B sin helt egen forretningslogik, sine helt egne virksomhedsmodeller og sin egen måde at håndtere salg, markedsføring, kunderelationer og prissætning på.